# Willa Kuderów
Willa Kuderów – willa z około 1870 roku, położona na ul. Powstańców 13 w Mysłowicach, wpisana do rejestru zabytków nieruchomych województwa śląskiego.

## Historia
Architekt willi wybudowanej około 1870 roku jest nieznany. Wiadomo natomiast, że została zbudowana dla pruskiego przemysłowca. W dalszych latach (1900) była posiadłością Ignacego Danzingera – ówczesnego dyrektora kopalni Mysłowice. Z kolei willa weszła w posiadanie Niemca żydowskiego pochodzenia Maxa Wiechmanna, który na co dzień był dyrektorem stacji emigracyjnej. Od 1922 roku willa znajduje się w posiadaniu rodziny Kuderów. Wśród rodziny Kuderów warto wyróżnić postać Marii Kuder – mysłowickiej lekarki oraz autorki wielu sztuk teatralnych, która od ósmego roku życia zamieszkiwała willę. Po śmierci Marii obiekt trafił w posiadanie krewnych Kuderów mieszkających w Niemczech. 
W 2008 roku we wnętrzach przeprowadzono częściowy remont według projektu Danuty Fredowicz. W 2010 roku willa, w tym dach, została częściowo zniszczona przez pożar, przez co stan budynku uległ pogorszeniu.
W 2023 roku willę zakupił zakon jezuitów, który to przy tej samej ulicy prowadzi szkołę podstawową.

## Architektura
Willa wybudowana na rzucie prostokąta, jest jednokondygnacyjnym budynkiem opartym na niewielkim cokole z kamienia, z niewysokim poddaszem. Obiekt zbudowany został w stylu neorenesansowym. Dom jest przestrzenny, sam parter ma ponad 450 m². Willa składa się z 25 pokoi. 